# Batalion KOP „Dolina”

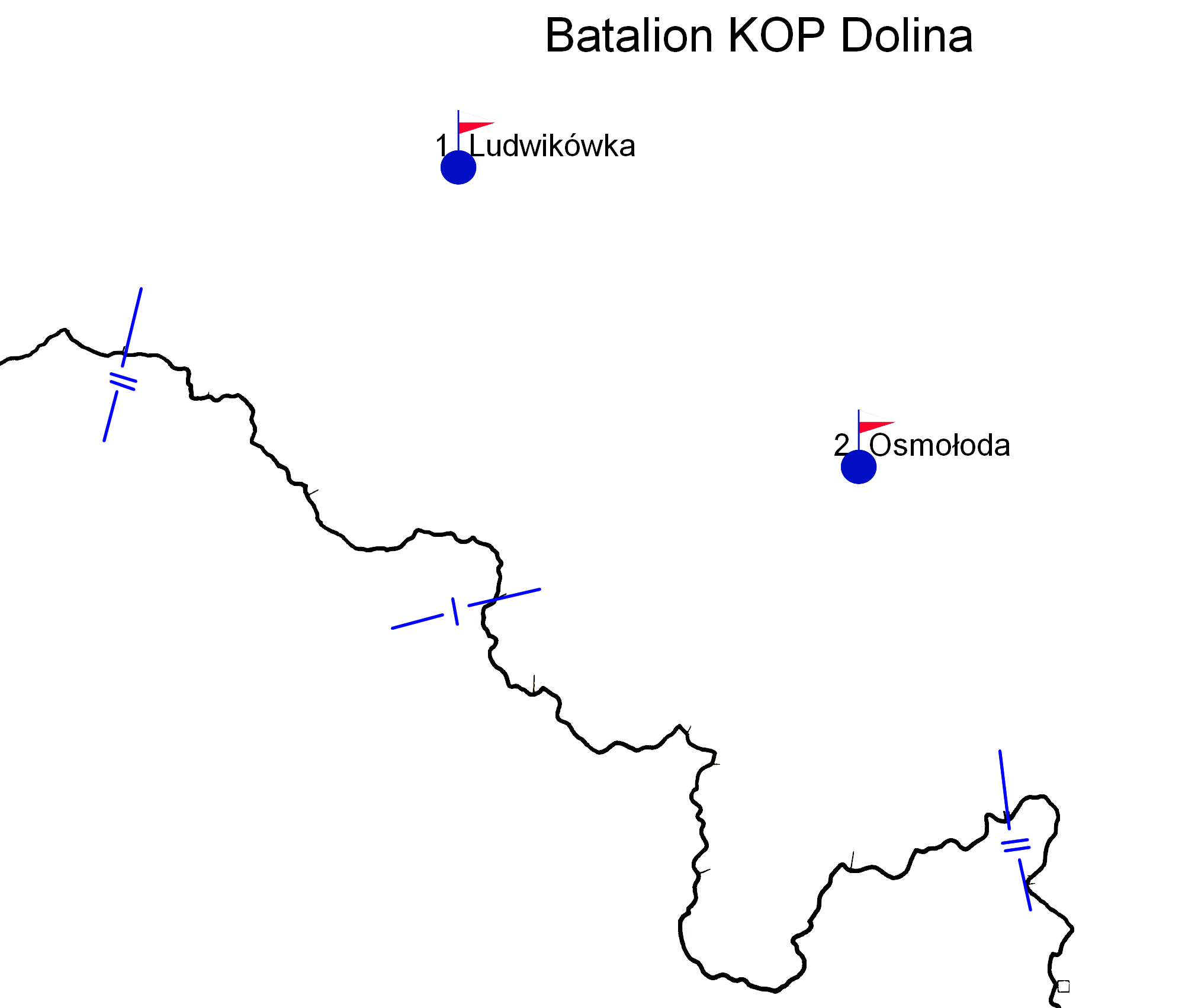
Szkic rozmieszczenia baonu KOP „Dolina”

Batalion Korpusu Ochrony Pogranicza "Dolina" – pododdział piechoty Korpusu Ochrony Pogranicza.

## Formowanie i zmiany organizacyjne
Batalion został sformowany w roku 1938, po przejęciu przez KOP ochrony dawnej granicy z Czechosłowacją od Straży Granicznej. Wchodził w skład 1 pułku piechoty KOP „Karpaty”. Pierwotnie batalion stacjonował w Dolinie. Po przedyslokowaniu do Delatyna zmienił nazwę na Delatyn. Szef sztabu KOP zawiadamiał pismem nr 106-1/og.org./39 z 10 marca 1939 roku, że: w dniu 7 marca b.r. zostało przeniesione dowództwo batalionu KOP „Delatyn” z Nadwórnej do Delatyna.

## Struktura organizacyjna
- 1 kompania graniczna KOP „Ludwikówka”
  - strażnica KOP „Seneczów”
  - strażnica KOP „Wyszków”
- 2 kompania graniczna KOP „Osmołoda”[a]
  - samodzielny posterunek KOP „Hycza”
  - samodzielny posterunek KOP „Czarna Rika”
  - samodzielny posterunek KOP „Długa Polana”
  - samodzielny posterunek KOP „Darów magazyn”
  - samodzielny posterunek KOP „Ospłoj”
  - samodzielny posterunek KOP „Brustuny”

## Żołnierze batalionu
Dowódcy batalionu
- mjr Augustyn Swaczyna (był I 1939)

### Obsada personalna w marcu 1939 roku
Ostatnia „pokojowa” obsada personalna batalionu(*)
- dowódca – mjr Augustyn Swaczyna
- adiutant – kpt. piech. Orlik Mieczysław
- kwatermistrz – kpt adm. (piech.) Kowalczyk Adam I
- oficer materiałowy – por. Lankiewicz Władysław
- oficer płatnik – vacat
- lekarz medycyny – kpt lek. Malczewski Szczepan
- dowódca 1 kompanii granicznej – kpt. Matusiewicz Aleksander II
- dowódca 2 kompanii granicznej – kpt. Tadeusz Tomkiewicz
- dowódca kompanii odwodowej – por. Adam Szajna
- dowódca plutonu – por. Domaradzki Jerzy Stanisław Jakub
- dowódca kompanii km – por. Wiekierski Jan
- dowódca plutonu łączności – por. Wańtuch Wiktor Józef